# Claudia Janvier
Pour les articles homonymes, voir Janvier (homonymie).
Claudia Estelle Janvier, née le 11 novembre 2003, est une nageuse synchronisée française.

## Biographie
Aux Jeux européens de 2023 à Oświęcim, Claudia Janvier est médaillée de bronze de l'épreuve technique par équipes et médaillée d'or de l'épreuve acrobatique par équipes,.